# Севильский метрополитен
Севильский метрополитен (исп. Metro de Sevilla) — 18 километровая сеть лёгкого метро в городе Севилья (Испания), включающая в себя 21 станцию. Открытие состоялось 2 апреля 2009 года. На всех станциях установлены платформенные раздвижные двери. 
Севильский метрополитен является шестой системой метро, построенной в Испании, в 2024 году метрополитен перевёз 22,7 миллионов пассажиров и стал пятым по пассажиропотоку метрополитеном в Испании.

## История
В 1999 году проект был организован Севильской корпорацией метрополитена (исп.  Sociedad del Metro de Sevilla), основанной бывшим губернатором Севильи Алехандро Рохасом Маркосом (Alejandro Rojas Marcos). Первая линия была запущена 2 апреля 2009 года.
Согласно новому проекту планируется сеть, охватывающая Севилью и окрестности (1500000 жителей), состоящая из четырёх линий. Три из четырёх этих линий будут строиться до 2010 года.

## Линии
| #       | Линия                          | Год открытия | Платформа | Длина   | Станций | Время поездки |
| ------- | ------------------------------ | ------------ | --------- | ------- | ------- | ------------- |
| Линия 1 | Olivar de Quinto — Ciudad Expo | 2009         | 65 м      | 18 км   | 22      | 38 мин        |
| Линия 2 | Torreblanca — Puerta Triana    | -            | 65 м      | 12.5 км | 17      | -             |
| Линия 3 | Pino Montano — Bermejales      | -            | 65 м      | 11 км   | 17      | -             |
| Линия 4 | Circular                       | -            | 65 м      | 15 км   | 19      | -             |

### Линия 1
- Ciudad Expo, Cavaleri, San Juan Alto, San Juan Bajo, Blas Infante, Parque de los Príncipes, Plaza de Cuba, Puerta de Jerez, Prado de San Sebastián, San Bernardo, Nervión, Gran Plaza, Mayo, Amate, La Plata, Cocheras, Guadaira, Pablo de Olavide, Condequinto, Montequinto, Europa, Olivar de Quinto.